# Janusz Waluś (skoczek narciarski)
Janusz Waluś (ur. 3 listopada 1953 we Wrocławiu) – polski skoczek narciarski, uczestnik igrzysk olimpijskich 1976 w Innsbrucku, trzykrotny medalista mistrzostw Polski. Tajny współpracownik Służby Bezpieczeństwa ps. „Góral”.

## Przebieg kariery
Waluś był reprezentantem klubów BBTS Włókniarz Bielsko-Biała i WKS Zakopane. Zdobył trzy medale mistrzostw Polski: w 1977 wygrał konkurs na skoczni 70-metrowej i zajął trzecie miejsce na obiekcie dużym, a w 1983 wygrał w konkurencji drużynowej.
Na igrzyskach olimpijskich w Innsbrucku zajął 52. miejsce na skoczni normalnej i 39. na dużej.
Dwukrotnie wystąpił w Turnieju Czterech Skoczni: w 1976 był 50. (14. miejsce w Oberstdorfie), a rok później 57.
Po zakończeniu kariery sportowej zajmował się działalnością trenerską.

## Osiągnięcia

### Igrzyska olimpijskie
| 1976 Innsbruck | – | 52. miejsce (K-84), 39. miejsce (K-104) |

#### Starty J. Walusia naigrzyskach olimpijskich– szczegółowo
| Miejsce | Dzień     | Rok  | Miejscowość | Skocznia                   | Punkt K | Konkurs  | Skok 1 | Skok 2   | Nota       | Strata    | Zwycięzca             |
| ------- | --------- | ---- | ----------- | -------------------------- | ------- | -------- | ------ | -------- | ---------- | --------- | --------------------- |
| 52.     | 7 lutego  | 1976 | Seefeld     | Toni-Seelos-Olympiaschanze | K-84    | indywid. | 69,0 m | 69,5 m   | 185,2 pkt. | 66,8 pkt. | Hans-Georg Aschenbach |
| 39.     | 15 lutego | 1976 | Innsbruck   | Bergisel                   | K-104   | indywid. | 79,0 m | 78,5,0 m | 167,5 pkt. | 67,3 pkt. | Karl Schnabl          |

### Turniej Czterech Skoczni
| 24. Turniej Czterech Skoczni |                        |           |               |       |
| Oberstdorf                   | Garmisch-Partenkirchen | Innsbruck | Bischofshofen | klas. |
| 14                           | 60                     | 63        | 58            | 50    |
| 25. Turniej Czterech Skoczni |                        |           |               |       |
| Oberstdorf                   | Garmisch-Partenkirchen | Innsbruck | Bischofshofen | klas. |
| 59                           | 59                     | 55        | 56            | 57    |

### Mistrzostwa Polski
- dwukrotny mistrz Polski: 1977 (K-70)[2], 1983 (drużynowo)
- brązowy medalista MP: 1977 (K-90)[2].